# G7
Group of Seven (G7, G7-gruppen) är en informell grupp som består av sju av världens största industrialiserade ekonomier: Frankrike, Italien, Japan, Kanada, Storbritannien, Tyskland och USA. Även Europeiska unionen är medlem i gruppen. Föregångaren G6 (ej inkluderade Kanada) bildades år 1975 som en utveckling av G10-gruppen. Året därpå utökades gruppen med Kanada och namnet ändrades till G7. Åren 1997–2014 ingick även Ryssland och gruppen benämndes då G8.

## Historik
Organisationen uppkom 1975 i samband med en sammankomst på fransk mark, som samlade ledarna av sex regeringar i de då ekonomiskt starkaste länderna: Frankrike, Västtyskland, Italien, Japan, Storbritannien och USA. Mötet ledde till just Group of Six. Följande år, 1976, blev gruppen känd som Group of Seven, G7, i och med att Kanada blev medlem. Under perioden 1998-2014 var Ryssland medlem och gruppen hette då G8.
Europeiska unionen är på grund av sin stora roll i världens ekonomi medlem i G7, men utan möjlighet att vara värd eller ordförande för sammankomsten och utan att inkluderas i namnet på gruppen. Detta eftersom sammanslutningens fulla namn är "Group of Seven Nations". EU företräds ändå som en jämlik part i alla möten av Europeiska kommissionens ordförande och av det aktuella landet som håller i EU-ordförandeskapet. Sistnämnda har deltagit i samtliga möten sedan EU bjöds in av värdlandet Storbritannien 1977. Europeiska rådets ordförande medverkar också regelbundet.

Medlemmar i G7 har uttryckt en önskan om att expandera sällskapet så att det inkluderar de fem ledande utvecklingsländerna Brasilien, Kina, Indien, Mexiko och Sydafrika - kallade "the Outreach Five" (O5) eller "the Plus Five". Dessa länder har bjudits in till möten som ibland kallas "G8+5".

## Namnändringar
År 1976 uppstod G7, då Kanada inkluderades i det som dittills varit G6. Ursprungligen var syftet främst att hantera oljekrisen samt överse det globala monetära systemet efter kollapsen av Bretton Woodssystemet.
Vid mötet i London år 1991 togs de första kontakterna med dåvarande Sovjetunionen beträffande dess ekonomiska problem. Det ledde så småningom till att Ryssland inträdde 1997, varvid gruppens namn ändrades till G8.
I mars 2014 enades de ursprungliga sju medlemmarna om att lösa upp G8-gruppen och återförenas under namnet G7. Detta som ett svar på Rysslands agerande på Krimhalvön.

Emellertid gjordes det klart att suspensionen inte nödvändigtvis är permanent, beroende på om Ryssland i framtiden väljer att "följa internationella regler" eller ej.

## Arbetssätt

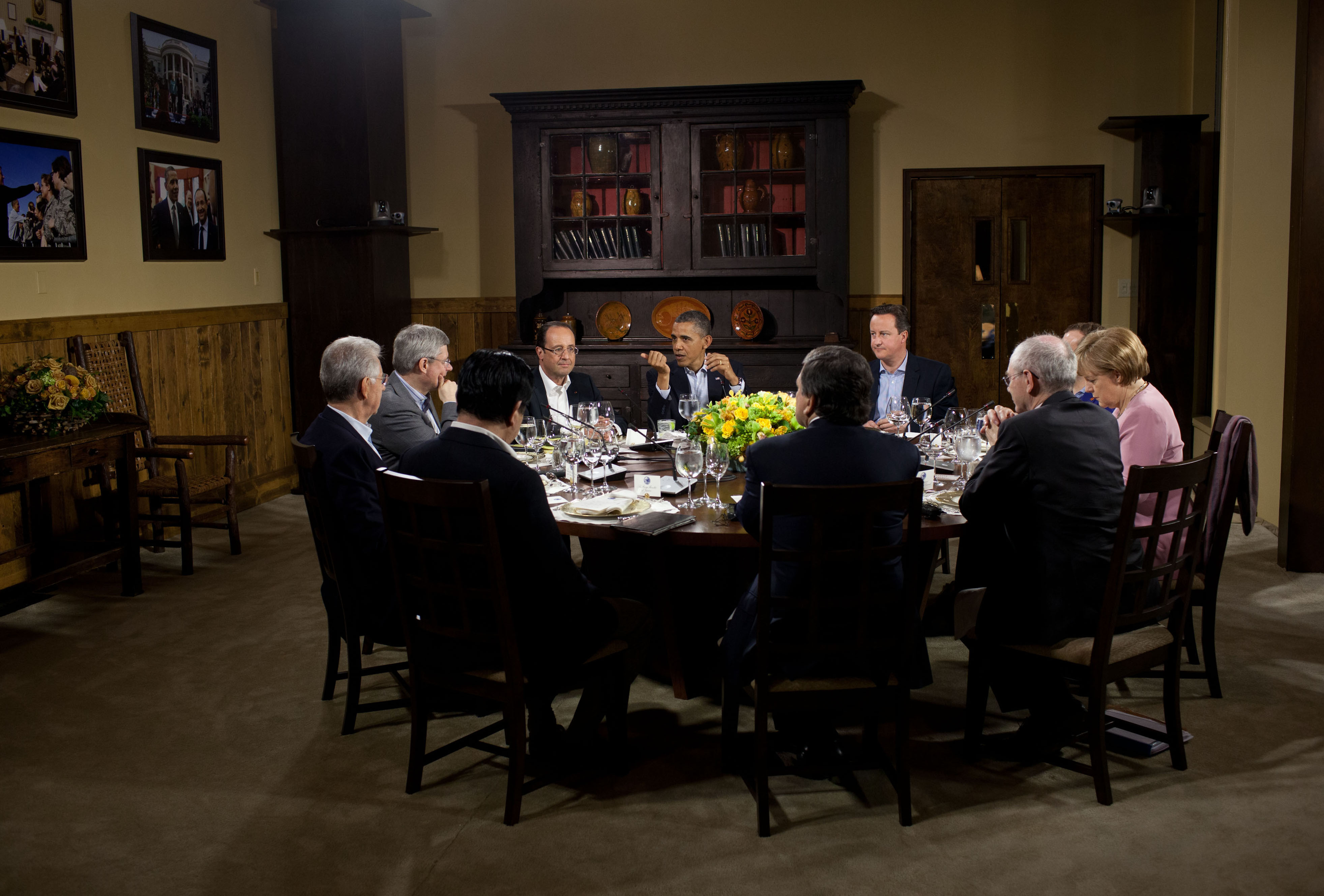
En arbetsmiddag mellan företrädarna för G8-länderna den 18 maj 2012.

Gruppens arbete är av rådgivande karaktär och inga bindande beslut fattas. Världsbanken, IMF, OECD (Organization for Economic Co-operation and Development) och flera andra internationella organisationer tar dock betydande intryck av G7:s synpunkter.
Idag har G7 utvecklats till en process för politiskt och ekonomiskt samarbete på statschefs- och regeringschefsnivå. Man har regelbundna informella samtal för att komma fram till vad som är bäst för det egna landet utan att länderna för den skull konkurrerar ut varandra. I början rörde samtalen mest ekonomiska frågor, men efter 1990 har de fått mer politisk karaktär. Man har bland annat diskuterat åtgärder mot terrorism, regler för vapenhandel, global miljö och narkotikahandel.
Ansvaret för att agera värd roterar i slutet av varje år enligt följande ordning: Frankrike, USA, Storbritannien, Ryssland (suspenderad), Tyskland, Japan, Italien och Kanada. Ledarnas personliga representanter, som kallas sherpas (sändebud), möts regelbundet för att diskutera agendan och övervaka utvecklingen.

Nuförtiden arbetar G7 även för att minska världens fattigdom, men röster har höjts av många som anser att gruppen inte gör tillräckligt.

## Årliga möten

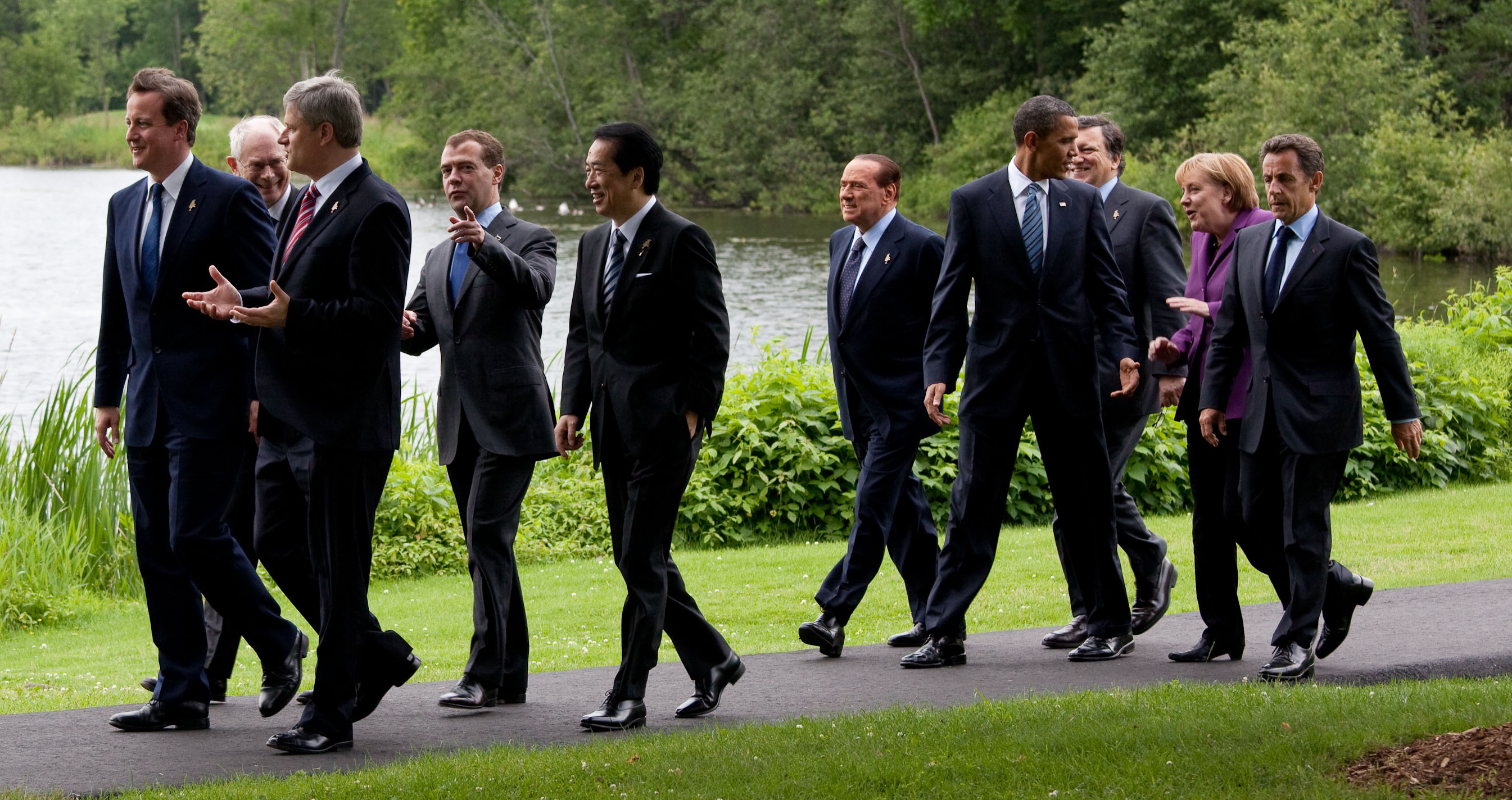
G8-ledarna vid det 36:e mötet i Huntsville, Ontario. Från vänster till höger: Cameron, Van Rompuy (EU), Harper, Medvedev, Kan, Berlusconi, Obama, Barroso (EK), Merkel, Sarkozy.

| Nr | Datum               | Värdnation         | Värd                                   | Plats                        | Kommentar |
| -- | ------------------- | ------------------ | -------------------------------------- | ---------------------------- | --- |
| 1  | 15–17 november 1971 | Frankrike          | Valéry Giscard d'Estaing               | Rambouillet                  | Första mötet som G6. |
| 2  | 27–28 juni 1976     | USA                | Gerald R. Ford                         | San Juan, Puerto Rico        | Kanada blev medlem. Första mötet som G7. |
| 3  | 7–8 maj 1977        | Storbritannien     | James Callaghan                        | London                       | Europeiska kommissionens ordförande bjöds in och EG blev en bestående medlem; Namnet förblev dock G7. |
| 4  | 16–17 juli 1978     | Västtyskland       | Helmut Schmidt                         | Bonn                         | |
| 5  | 28–29 juni 1979     | Japan              | Masayoshi Ohira                        | Tokyo                        | |
| 6  | 22–23 juni 1980     | Italien            | Francesco Cossiga                      | Venedig                      | Första sammankomsten där en av kärnmedlemmarna (vice premiärminister Masayoshi Ito från Japan) avböjde att deltaga. |
| 7  | 20–21 juli 1981     | Kanada             | Pierre Trudeau                         | Montebello, Québec           | |
| 8  | 4–6 juni 1982       | Frankrike          | François Mitterrand                    | Versailles                   | |
| 9  | 28–30 maj 1983      | USA                | Ronald Reagan                          | Williamsburg, Virginia       | Toppmötet hölls i Colonial Williamsburg |
| 10 | 7–9 juni 1984       | Storbritannien     | Margaret Thatcher                      | London                       | |
| 11 | 2–4 maj 1985        | Västtyskland       | Helmut Kohl                            | Bonn                         | |
| 12 | 4–6 juni 1986       | Japan              | Yasuhiro Nakasone                      | Tokyo                        | |
| 13 | 8–10 juni 1987      | Italien            | Amintore Fanfani                       | Venedig                      | |
| 14 | 19–21 juni 1988     | Kanada             | Brian Mulroney                         | Toronto                      | |
| 15 | 14–16 juli 1989     | Frankrike          | François Mitterrand                    | Grande Arche, Paris          | |
| 16 | 9–11 juli 1990      | USA                | George H.W. Bush                       | Houston, Texas               | |
| 17 | 15–17 juli 1991     | Storbritannien     | John Major                             | London                       | Kontakt tas med Sovjetunionen. |
| 18 | 6–8 juli 1992       | Tyskland           | Helmut Kohl                            | München                      | |
| 19 | 7–9 juli 1993       | Japan              | Kiichi Miyazawa                        | Tokyo                        | |
| 20 | 8–10 juli 1994      | Italien            | Silvio Berlusconi                      | Neapel                       | |
| 21 | 15–17 juni 1995     | Kanada             | Jean Chrétien                          | Halifax, Nova Scotia         | |
| -  | 19–20 april 1996    | Ryssland           | Boris Jeltsin                          | Moskva                       | Kärnkraftssäkerhet (specialmöte). |
| 22 | 27–29 juni 1996     | Frankrike          | Jacques Chirac                         | Lyon                         | |
| 23 | 20–22 juni 1997     | USA                | Bill Clinton                           | Denver, Colorado             | |
| 24 | 15–17 maj 1998      | Storbritannien     | Tony Blair                             | Birmingham                   | Ryssland blir medlem. Första möte som G8. |
| 25 | 18–20 juni 1999     | Tyskland           | Gerhard Schröder                       | Köln                         | |
| 26 | 21–23 juli 2000     | Japan              | Yoshiro Mori                           | Nago, Okinawa                | |
| 27 | 20–22 juli 2001     | Italien            | Silvio Berlusconi                      | Genua                        | En demonstrant sköts till döds av polis under en våldsam demonstration. Ytterligare flera hundra skadades i denna mycket stora protesten mot globalisering. Efter dessa händelser och 9/11-attackerna två månader senare har G8 hållits på fler avskilda platser. |
| 28 | 26–27 juni 2002     | Kanada             | Jean Chrétien                          | Kananaskis, Alberta          | |
| 29 | 2–3 juni 2003       | Frankrike          | Jacques Chirac                         | Évian-les-Bains              | |
| 30 | 8–10 juni 2004      | USA                | George W. Bush                         | Sea Island, Georgia          | |
| 31 | 6–8 juli 2005       | Storbritannien     | Tony Blair                             | Gleneagles, Skottland        | |
| 32 | 15–17 juli 2006     | Ryssland           | Vladimir Putin                         | Strelna, Sankt Petersburg    | |
| 33 | 6–8 juni 2007       | Tyskland           | Angela Merkel                          | Heiligendamm                 | |
| 34 | 7–9 juli 2008       | Japan              | Yasuo Fukuda                           | Tōyako, Hokkaido             | |
| 35 | 8–10 juli 2009      | Italien            | Silvio Berlusconi                      | L'Aquila                     | |
| 36 | 25–26 juni 2010     | Kanada             | Stephen Harper                         | Huntsville                   | |
| 37 | 26–27 maj 2011      | Frankrike          | Nicolas Sarkozy                        | Deauville                    | |
| 38 | 18–19 maj 2012      | USA                | Barack Obama                           | Camp David                   | Konferensen var först planerad att hållas i Chicago, dagarna precis före Nato-mötet. I stället beslöts det att G8-mötet skulle hållas på den mer avskilda platsen Camp David. Detta blev den andra sammankomsten, där en av kärnmedlemmarna (Vladimir Putin) avböjde att deltaga. Mötet fokuserade på bara kärnmedlemmarna; inga andra ledare eller organisationer bjöds in, vilket annars brukar vara fallet. |
| 39 | 17–18 juni 2013     | Storbritannien     | David Cameron                          | Lough Erne, County Fermanagh | Precis som förra året så deltog bara kärnmedlemmarna. Huvudrubrikerna var handel, transparens för regeringen, ta itu med skatteflykt och det pågående Syriska inbördeskriget. |
| 40 | 4–5 juni 2014       | Europeiska unionen | Herman Van Rompuy, José Manuel Barroso | Bryssel                      | Det planerade G8-mötet i Sotji, Ryssland avbröts på grund av Krimkrisen och Rysslands uteslutande ur G8. För första gången hölls en sammanslutning i ett annat land (Belgien) än något av medlemsstaterna. |
| 41 | 7-8 juni 2015       | Tyskland           | Angela Merkel                          | Schloss Elmau                | |
| 42 | 26-27 maj 2016      | Japan              | Shinzo Abe                             | Shima                        | |
| 43 | 26-27 maj 2017      | Italien            | Paolo Gentiloni                        | Taormina                     | |
| 44 | 8–9 juni 2018       | Kanada             | Justin Trudeau                         | La Malbaie                   | |
| 45 | 24–26 augusti 2019  | Frankrike          | Emmanuel Macron                        | Biarritz                     | |
| 46 | Inställt            | USA                | Donald Trump                           | Camp David, Maryland         | |
| 47 | 11–13 juni 2021     | Storbritannien     | Boris Johnson                          | Carbis Bay, England          | |
| 48 | 26–28 juni 2022     | Tyskland           | Olaf Scholz                            | Schloss Elmau                | |
| 49 | 19-21 maj 2023      | Japan              | Fumio Kishida                          | Hiroshima                    | |
| 50 | 13-15 juni 2024     | Italien            | Giorgia Meloni                         | Fasano, Apulien              | |
| 51 | 15-17 juni 2025     | Kanada             | Mark Carney                            | Kananaskis, Alberta          | |

## Protester
G7 har genom åren utmärkts av omfattande protester och demonstrationer i samband med mötena. De kraftigaste protesterna, som utmynnade i kravaller, ägde rum under G8-mötet i Genua 2001, där en demonstrant sköts ihjäl av den italienska polisen.

## Relevans
G7-gruppens betydelse i världen är ifrågasatt. Kritiker menar att G7 inte längre representerar världens mäktigaste ekonomier. I synnerhet Kina har passerat alla länder, med undantag av USA, medan Brasilien och Indien har passerat Kanada och Italien. En lång rad andra länder fortsätter att sakta ta in G7:s försteg. Det är dessa anledningar som ligger till grund för diskussionerna om att utvidga G7 till G7+5. Andra kritiker hävdar dock att ett lands förmögenhet skiljer sig från landets BNP.
Efter att Vladimir Putin uteblev från 2012 års G8-möte, argumenterades det om att gruppen mer eller mindre hade spelat ut sin roll som en bärkraftig internationell samling av ledare. Skribenter för Foreign Policy hävdade att Ryssland helt och hållet borde uteslutas ur organisationen. Andra skribenter för Foreign Policy argumenterade emellertid för att G8 fortfarande är befogad.
Storbritanniens premiärminister David Cameron sa 2012:
"En del människor frågar om G8 fortfarande spelar någon roll, när vi har en grupp av 20? Mitt svar är ja. G8 är en grupp av likasinnade länder som delar en tro på fri företagsamhet som den bästa vägen till tillväxt. När åtta länder står för ungefär hälften av världens bruttonationalprodukt, medför de normer som vi ställer, de åtaganden som vi gör och de åtgärder vi vidtar till att hjälpa lösa viktiga globala problem, utveckla ekonomier och driva upp välstånd i hela världen."

## Källhänvisningar
1. ↑  Bonniers Stora Världsatlas, CD-upplaga 1997, ISBN 91-632-0123-2
2. ↑    - Nationalencyklopedin ISBN 91-7024-620-3
3. ↑  ”The EU within the G8”. Department of EU International Relations and Diplomacy Studies (College of Europe). http://www.g8.utoronto.ca/scholar/huigensneimann.pdf. Läst 4 juni 2014.
4. ↑  ”Group of Eight Industrialized Nations”. http://www.sis.gov.eg/En/Templates/Articles/tmpArticles.aspx?ArtID=56099#.U48JsPmSzn0. Läst 4 juni 2014.
5. ↑  ”Russia Is Ousted From Group of 8 by U.S. and Allies”. The New York Times. http://www.nytimes.com/2014/03/25/world/europe/obama-russia-crimea.html?hp. Läst 4 juni 2014.
6. ↑  ”Russia Suspended From G8 Club Of Rich Countries”. Business Insider. http://www.businessinsider.com/russia-temporarily-kicked-out-of-g8-club-of-rich-countries-2014-3. Läst 4 juni 2014.
7. ↑  ”What is the G8?”. University of Toronto, G8 Research Group. Arkiverad från originalet den 27 november 2020. https://web.archive.org/web/20201127055741/http://www.g8.utoronto.ca/what_is_g8.html. Läst 4 juni 2014.
8. 1 2  ”Italy officials convicted over G8”. BBC News. http://news.bbc.co.uk/2/hi/europe/7506609.stm. Läst 4 juni 2014.
9. ↑  ”White House Moves G8 Summit From Chicago To Camp David”. CBS Chicago. http://chicago.cbslocal.com/2012/03/05/g8-summit-moved-to-camp-david/. Läst 4 juni 2014.
10. ↑  ”As it happened: G8 summit”. BBC News. http://www.bbc.com/news/world-europe-22957599. Läst 4 juni 2014.
11. ↑  ”Russia out in the cold after suspension from the G8”. The Scotsman. http://www.scotsman.com/news/politics/top-stories/russia-out-in-the-cold-after-suspension-from-the-g8-1-3345503. Läst 4 juni 2014.
12. ↑  ”Relevance of G-8 is unclear”. Los Angeles Times. http://articles.latimes.com/2008/jul/06/world/fg-summit6. Läst 4 juni 2014.
13. ↑  ”China marches towards world's No. 2 economy”. CNN Money. http://money.cnn.com/2010/08/16/news/international/japan_china/index.htm?hpt=T2. Läst 4 juni 2014.
14. ↑  ”Welcome to the New World Disorder”. Foreign Policy. http://www.foreignpolicy.com/articles/2012/05/14/welcome_to_the_new_world_order. Läst 4 juni 2014.
15. ↑  ”Kick Russia out of the G-8”. Foreign Policy. http://www.foreignpolicy.com/articles/2012/05/15/kick_russia_out_of_the_g_8. Läst 4 juni 2014.
16. ↑  ”Putin's G-8 snub could keep the U.S. and Russia talking”. Foreign Policy. http://blog.foreignpolicy.com/posts/2012/05/15/putin_s_g8_snub_could_keep_the_us_and_russia_talking. Läst 4 juni 2014.
17. ↑  ”Three cheers for homogeneity”. Foreign Policy. Arkiverad från originalet den 4 mars 2014. https://web.archive.org/web/20140304000738/http://bosco.foreignpolicy.com/posts/2012/05/16/three_cheers_for_homogeneity. Läst 4 juni 2014.
18. ↑  ”The G8 still matters: David Cameron”. Ipolitics. Arkiverad från originalet den 8 mars 2014. https://web.archive.org/web/20140308180006/http://www.ipolitics.ca/2012/11/21/the-g8-still-matters-david-camero/. Läst 4 juni 2014.

- G20-g8.com